# Justin Ospelt
Justin Ospelt (Nasáu, 7 de septiembre de 1999) es un futbolista bahameño, nacionalizado liechtensteiniano, que juega en la demarcación de portero para el FSV Frankfurt de la Regionalliga Südwest.

## Selección nacional
Tras jugar con la selección de fútbol sub-17 de Liechtenstein, la sub-19 y la sub-21 finalmente debutó con la selección de fútbol de Liechtenstein el 7 de octubre de 2020. Lo hizo en un partido amistoso contra Luxemburgo que finalizó con un resultado de 1-2 a favor del combinado liechtensteiniano tras el gol de Gerson Rodrigues para Luxemburgo, y de Fabio Wolfinger y Nicolas Hasler para Liechtenstein.

## Clubes
| Club                      | País          | Año       | Partidos | Goles |
| ------------------------- | ------------- | --------- | -------- | ----- |
| FC Vaduz                  | Liechtenstein | 2017-2021 | 17       | 0     |
| KFC Uerdingen 05 (cedido) | Alemania      | 2021-2022 | 5        | 0     |
| FC Dornbirn 1913 (cedido) | Austria       | 2022-2023 | 25       | 0     |
| FSV Frankfurt             | Alemania      | 2023-     | 51       | 0     |

## Palmarés

### Campeonatos nacionales
| Título                | Club     | País          | Año  |
| --------------------- | -------- | ------------- | ---- |
| Copa de Liechtenstein | FC Vaduz | Liechtenstein | 2018 |
| Copa de Liechtenstein | FC Vaduz | Liechtenstein | 2019 |